# Comuna Liskonohî, Novhorod-Siverskîi
Liskonohî (în ucraineană Лісконоги) este o comună în raionul Novhorod-Siverskîi, regiunea Cernihiv, Ucraina, formată din satele Liskonohî (reședința) și Rohivka.

## Demografie
Componența lingvistică a comunei Liskonohî
     Ucraineană (68,61%)
     Rusă (31,03%)
     Alte limbi (0,36%)
Conform recensământului din 2001, majoritatea populației comunei Liskonohî era vorbitoare de ucraineană (68,61%), existând în minoritate și vorbitori de rusă (31,03%).